# Félix Coiffé
Félix Coiffé, né le 23 juillet 1833 à Thorigné (Deux-Sèvres) et mort le 29 août 1908 à Exireuil, est un général de division français, grand-croix de la Légion d'honneur.
Officier au sein des zouaves, où il sert pendant plus de quinze ans, il se distingue lors de la guerre de Crimée, de la conquête de l'Algérie, de la campagne d'Italie en 1859, de l'expédition du Mexique, puis au cours de la guerre franco-allemande de 1870. Général, il commande ensuite un corps d'armée, est membre du Conseil supérieur de la guerre de 1894 à 1898, président du Comité d'infanterie et commandant en chef de l'armée des Alpes et inspecteur d'armée. En 1898, il est fait grand-croix de la Légion d'honneur.

## Biographie

### Famille
Il est le fils de Pierre Coiffé, maréchal ferrant, et Marie Allard.

### Carrière militaire
Il sort de l'École spéciale militaire de Saint-Cyr le 31 janvier 1855 comme sous-lieutenant au 2e régiment de zouaves et est envoyé en Crimée, où il se distingue à la première attaque de Malakoff, le 18 juin 1855 et est nommé lieutenant six jours après.
Après la guerre de Crimée, il fait l'expédition de Kabylie en 1857 et prend part à la campagne d'Italie en 1859.
Promu capitaine en 1861, il prend part à l'expédition du Mexique, est nommé capitaine adjudant-major en 1863. Il est chevalier de la Légion d'honneur en 1864. Il se distingue avec ses zouaves, au combat de Majama, le 21 septembre, et  est cité à l'ordre général du corps.
Chef de bataillon le 2 juin 1870, toujours avec le 2e zouaves, il combat à durant la guerre de 1870 à la bataille de Frœschwiller-Wœrth le 6 août, où, blessé d'un coup de feu au bras gauche et à la poitrine, il est fait prisonnier. Transporté en Bavière, il peut s'échapper quelque temps après et revenir à Paris. Chargé alors de l'organisation d'un bataillon de zouaves, puis nommé lieutenant- colonel du 108e régiment d'infanterie, il se distingue à la bataille de Champigny. Sa conduite lui vaut, en décembre, d'être nommé colonel de son régiment.
Remis lieutenant-colonel par la commission de revision des grades, il est promu colonel du 122e régiment d'infanterie le 25 octobre 1873, général de brigade le 18 octobre 1879 et général de division le 5 mai 1885.
Le général Coiffé est nommé au commandement d'une division de réserve prête à être embarquée pour le Tonkin puis est appelé en octobre 1885 au commandement de la 7e division d'infanterie, à Nancy.
En 1888, il est membre du comité d'état-major.
En janvier 1889, il est nommé au commandement du 4e corps d'armée.
Il devient commandant en chef de l'armée des Alpes en mai 1894, en remplacement du général Ferron ,mort d'un accident de cheval. Il assure la responsabilité de la frontière du sud-est, celle de l'est étant sous le commandement du général Jamont.
Il devient également président du Comité d'infanterie cette même année et membre du Conseil supérieur de la guerre.
En 1898 il est nommé inspecteur d'armée des 14e et 15e corps d'armée (qui constituent l'armée des Alpes).
Il est élevé à la dignité de grand-croix de la Légion d'honneur le 14 juillet 1898 et admis dans la section de réserve.
Il meurt le 29 août 1908 à Exireuil.

## Décorations
- Grand-croix de la Légion d'honneur (14 juillet 1898)
  - Grand officier le 5 juillet 1893
  - Commandeur le 5 juillet 1888
  - Officier le 30 juillet 1878
  - Chevalier le 14 avril 1864

## Hommages
L'École nationale des sous-officiers d'active de Saint Maixent (ENSOA) occupe toujours les quartiers auxquels il a donné son nom (quartier Coiffé).

### Sources contemporaines
- « Coiffé (Alphonse Félix Apolinaire) », dans Pierre Larousse, Grand dictionnaire universel du XIXe siècle, t. 17, Administration du grand Dictionnaire universel, Paris, 1888, p. 854. Lire en ligne.
- « Coiffé (Alphonse Félix Apolinaire) », dans Henri Lamirault, La Grande Encyclopédie, t. 11, Lamirault, Paris, 1885-1902, p. 851. Lire en ligne.
- « Coiffé (Alphonse Félix Apolinaire) », dans Gustave Vapereau, Dictionnaire universel des contemporains, Hachette, Paris, 1895, p. 29. Lire en ligne.

### Sources modernes
- « Coiffé, Alphonse Félix Apolinaire », dans Michel Wattel et Béatrice Wattel (préf. André Damien), Les Grand’Croix de la Légion d’honneur : De 1805 à nos jours, titulaires français et étrangers, Paris, Archives et Culture, 2009, 701 p. (ISBN 978-2-35077-135-9).